# Androctonus bartolozzii
Espèce
Androctonus bartolozzii est une espèce de scorpions de la famille des Buthidae.

## Distribution
Cette espèce est endémique du Pakistan.

## Étymologie
Cette espèce est nommée en l'honneur de Luca Bartolozzi.

## Publication originale
- Rossi & Merendino, 2016 : « Un'ulteriore nuova specie di importanza medica del genere Androctonus Ehrenberg, 1828 dal Pakistan (Scorpiones: Buthidae). » Aracnida - Rivista Arachnologica Italiana, vol. 2, no 9, p. 19-26.